# Lachenalia peersii
Lachenalia peersii är en sparrisväxtart som beskrevs av Hermann Wilhelm Rudolf Marloth och Winsome Fanny 'Buddy' Barker. Lachenalia peersii ingår i släktet Lachenalia och familjen sparrisväxter. Inga underarter finns listade i Catalogue of Life.